# Římský kalendář

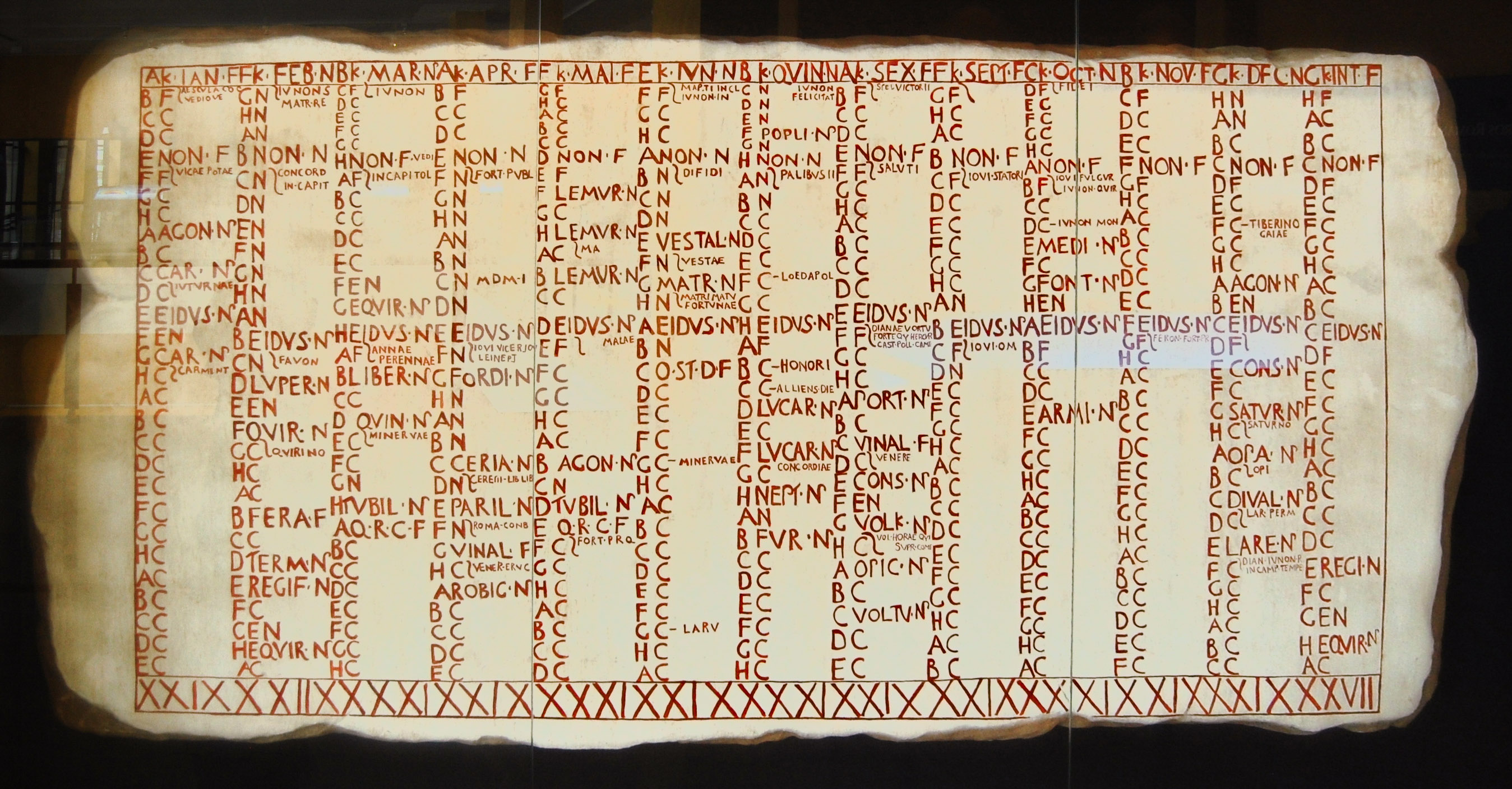
Rekonstrukce exempláře římského kalendáře z 1. stol. př. n. l.

Reprodukce parapegmatu z 3.–4. stol.

Antický římský kalendář je kalendář, který se používal ve starověkém Římě. Jeho vývoj od lunisolárního k solárnímu kalendáři byl završen roku 45 př. n. l. zavedením juliánského kalendáře. Tento kalendář (po úpravě v roce 1582 zvaný gregoriánský) se spolu s křesťanstvím a jeho letopočtem rozšířil do mnoha zemí světa a je celosvětově rozšířený civilní kalendář.

## Vývoj
Původní římské kalendáře se označovaly podle prvních dvou králů římského království Romula a Numy Pompilia. Za republiky byl kalendář upraven. Původně měl jen 10 měsíců, po přibližně 30 dnech, přičemž zimní období o délce přibližně dvou současných měsíců nepatřilo do žádného speciálního měsíce. Později měl dvanáct měsíců tvořících dohromady 355 dnů. Pro vyrovnání s tropickým rokem se přibližně každý druhý rok vkládal pomocný měsíc Mercedonius o 28–29 dnech, a to „dovnitř“ měsíce Februaria – 5 dnů před jeho konec. Neexistovalo pravidlo pro vkládání Mercedonia ani pro jeho délku, stanovovali je určení kněží (pontifikové) podle svého uvážení a libovůle. Tak se stalo, že v době občanských válek na sklonku republiky, došlo k vynechání měsíců a rok se zcela rozešel s tropickým.
Nejvýznamnější reformu římského kalendáře provedl r. 45 př. n. l. Julius Caesar, který zavedl po něm nazývaný juliánský kalendář, čímž ukončil vzniklý zmatek. Jedná se o sluneční kalendář s 365,25 dny (každý čtvrtý rok je přestupný a má 366 dní), dvanácti měsíci a sedmidenním týdnem. Juliánský kalendář se v Evropě udržel po celý středověk a v upravené podobě gregoriánského kalendáře se používá dodnes.

## Roky
Římský letopočet se počítal „od založení města“ (latinsky Ab urbe condita, AUC), tedy města Říma, ke kterému mělo podle Tita Livia dojít 21. dubna roku 753 př. n. l. Pro převod z našeho letopočtu je potřeba:
1. pro roky před naším letopočtem odečíst od čísla 754: AUC = 754 – R, např. 754 – rok 45 př. n. l. = 709 ab urbe condita
2. pro roky našeho letopočtu přičíst 753: AUC = 753 + R, např. 753 + rok 476 n. l. = 1229 ab urbe condita

Obdobně lze převést opačným směrem (R1 = 754 – AUC, R2 = AUC – 753). Je však potřeba případně zohlednit jiný počátek roku (viz dále).
Rok původně začínal měsícem březnem (martius), na 1. ledna (januarius) byl začátek roku přesunut roku 190 př. n. l. Starší kalendář měl rok o délce jen 355 dní, kdy 12 lunárních měsíců bylo doplněno o jeden den. Rozdíl oproti délce slunečního roku (365 a 1/4 dne) byl vyrovnáván vkládáním interkalárního (přestupného) měsíce o délce 23 a 22 dní každého druhého roku, roky tak měly střídavě délku 355, 378, 355 a 377 dní. Pontifikové, kteří spravovali kalendář, však často interkalární měsíc nevkládali a cyklus nebyl dodržován a měsíce se rozcházely s odpovídajícím ročním obdobím. Vinou pontifiků byl kalendář uveden ve zmatek. Toto vyřešila až juliánská reforma, kdy byl zaveden rok o 365 dnech a každý čtvrtý přestupný rok o 366 dnech.
Používaly se ale i datace podle jiných událostí, jako založení Římské republiky nebo podle úřadu konsulů.

## Měsíce
Římský rok je rozdělen na 12 měsíců. Prapůvodně měl kalendář 10 měsíců (martius až december), později doplněné o januarius a februarius. Původně měsíce odpovídaly oběhu Měsíce (synodický měsíc) a tomu také odpovídalo dělení měsíců podle měsíčních fází: Kalendy o novoluní, Idy o úplňku. Kromě běžných měsíců se používal pomocný interkalární měsíc, kterým se vyrovnával posun lunárních měsíců vůči ročním obdobím. Tento měsíc se vkládal na konec roku po svátku Terminálií 23. února, zbývajících 5 dní měsíce února tak následovalo až po tomto vloženém měsíci.
Počátek roku v březnu zanechal stopu i po změnách kalendáře jednak v pojmenování měsíců, a také ve vkládání dne v přestupném roce na konec února (původně konec roku). Dvanáct měsíců se nazývá (počínaje lednem, jak bylo později zvykem):
1. mensis Ianuarius (= leden) – podle boha Jana, boha začátku a průchodu
2. mensis Februarius (= únor) – od slova februa, obřadné očistné prostředky používané v únoru o Luperkaliích
3. mensis Martius (= březen) – podle boha války Marta
4. mensis Aprilis (= duben) – z aphrilis < Aphrodite, Afrodita, neboť tento měsíc byl zasvěcen Venuši
5. mensis Maius (= květen) – podle boha Maia, ochránce vzrůstu.
6. mensis Junius (= červen) – podle královny bohů Junony
7. mensis Quintilis, později Julius (= červenec) – pátý měsíc, později Juliův podle Julia Caesara
8. mensis Sextilis, později Augustus (= srpen) – šestý měsíc, později Augustův podle císaře Augusta
9. mensis September (= září) – sedmý měsíc, později Germanicus
10. mensis October (= říjen) – osmý měsíc
11. mensis November (= listopad) – devátý měsíc
12. mensis December (= prosinec) – desátý měsíc

## Dny

### Dny v týdnu
Římský kalendář znal později i dny v týdnu, které nazýval podle planet a jim odpovídajících božstev (tzv. pánů dne a pánů noci, popř. i pánů jednotlivých hodin):
- Dies Solis – neděle („den slunce“)
- Dies Lunae – pondělí („den měsíce/luny“)
- Dies Martis – úterý („den Martův“)
- Dies Mercurii – středa („den Merkuriův“)
- Dies Jovis – čtvrtek („den Jovův“)
- Dies Veneris – pátek („den Venušin“)
- Dies Saturni – sobota („den Saturnův“)

Tyto názvy dní byly v křesťanské éře nahrazeny novými názvy. Pro neděli se používal termín Dies dominica (den Páně), pro sobotu sabbatum (z hebrejštiny). Pro ostatní dny se používalo „pořadí všedních dní“, tj. pondělí bylo „všedním dnem týdne, druhým po neděli“ (včetně) – feria secunda (2.), úterý feria tertia (3.), středa feria quarta (4.), čtvrtek feria quinta (5.), pátek feria sexta (6.).

### Dny v měsíci
Každý měsíc měl tři významné dny, které se nazývaly Kalendy, Nony a Idy. Kalendy byly vždy první den v měsíci, zatímco Nony a Idy byly buď 5. a 13. den v měsíci (v lednu, únoru, dubnu, červnu, srpnu, září, listopadu a prosinci), nebo 7. a 15. (v ostatních měsících). Podle těchto tří dnů v měsíci se určoval každý den, a to tak, že se stanovilo, kolik dní chybí do nejbližšícho z nich.
Tedy např. datum "ante diem V. Nonas Martias" označoval 5. den do březnových Non (počítá se jak samotný den, tak i Nony), tedy 3. března. Pozor je třeba dát na druhou polovinu měsíce, protože např. 25. leden se označuje jako 8. den do únorových kalend (a. d. VIII Kal. Feb.), v názvu se tedy objeví měsíc únor, i když jde ve skutečnosti o leden.
Pokud datum připadá na jeden ze tří „klíčových dní“, pak se označuje prostě tímto dnem (v latině v ablativu): Kalendis Januariis (1. ledna), Nonis Sextilibus (5. srpna) atd.
Pokud datum připadá na jeden den před „klíčovým dnem“, pak se označuje slovem pridie: pridie Kalendas Januarias (31. prosince), pridie Idus Sextiles (12. srpna).
Ve všech ostatních případech je potřeba odpočítat do nejbližšího klíčového dne, přičemž se do počtu dnů zahrnují i samotné datum, i „klíčový den“. Forma pak zní ante diem … Kalendas Februarias apod., vždy v akuzativu: a.d. IV. Kal. Feb. se čte ante diem quartum Kalendas Februarias a označuje 4. den před únorovými kalendami, tj. 29. ledna.

### Přestupné dny
V případě přestupného roku se den navíc vkládá 6 dní před 28. únorem, tj. den a.d. VI. Kal. Mar. se zdvojoval. Existoval tedy den ante diem sextum Kalendas Martias, po něm ante diem bisextum Kalendas Martias a pak teprve ante diem quintum Kalendas Martias.